# Helmut Schmidt
Helmut Heinrich Waldemar Schmidt (n. 23 decembrie 1918, Hamburg – d. 10 noiembrie 2015, Hamburg) a fost un om politic german, fost cancelar federal al Germaniei care în decursul carierei sale a avut o influență majoră în viața politică a țării. A fost cancelar al Republicii Federale Germania în perioada 16 mai 1974 - 1 octombrie 1982.

## Biografie
Născut în 1918 la Hamburg, este ultimul dintre cancelarii germani care au participat la al Doilea Război Mondial. După război a făcut studii de economie, apoi a lucrat la primărie. În 1953 a fost ales în Bundestag (parlamentul Germaniei), fiind membru al partidului social-democrat SPD. Profesorul său, Karl Schiller, l-a îndrumat mereu în definirea programelor economice ale SPD. În 1961 s-a întors în orașul natal, Hamburg, unde s-a evidențiat în functia de senator de interne în 1962 în timpul cruntelor inundații.
În 1966 a fost reales în Bundestag. În 1967 an a fost ales șef al grupului parlamentar social-democrat. În 1969 a fost numit numit ministru al Apărării. În 1972 a renunțat la Apărare pentru funcția de ministru la Finanțe. Aceasta a fost o sarcină dificilă: era recesiune economică, și se desfășura și prima criză petrolieră.
Problemele economice nu erau singurele. Anii 1970 au fost destul de tulburi: amenințări teroriste – Fracțiunea Armata Roșie (RAF) –, crime, răpiri; punctul maxim a fost atins în 1977, când un avion de pasageri al companiei Lufthansa a fost deturnat în Somalia.
În 1974 a fost ales cancelar federal al Germaniei. Mandatul de cancelar a fost legat de prietenia cu Valéry Giscard d'Estaing, președinte al Franței, ceea ce l-a ajutat în probleme europene. Astfel, împreună, ei au susținut lărgirea procesului de integrare europeană și formarea Uniunii Economice și Monetare (UEM). În octombrie 1982 Schmidt a fost determinat să demisioneze în urma unui vot constructiv în Bundestag (vicecancelarul Hans-Dietrich Genscher făcuse un dublu joc).
Schmidt a rămas un membru marcant în viața politică germană. A fost un publicist cunoscut; scrie în „Die Zeit” – Timpul – un cotidian de influență al stângii. Este considerat unul din cei mai puternici și eficienți cancelari de după Konrad Adenauer. A fost rațional, cumpătat dar fumător incorigibil, a avut o concepție de viață prusacă, însă a avut probleme în a-și impune pe durată punctul de vedere în interiorul propriului partid, partidul social-democrat (SPD).

## Politica externă a guvernului Schmidt

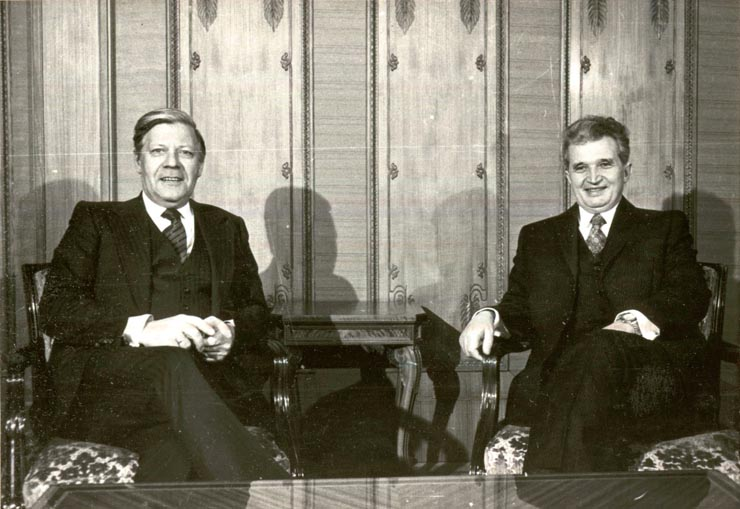
Cancelarul Helmut Schmidt și președintele Nicolae Ceaușescu la București, 6-7 ianuarie 1978

Helmut Schmidt a continuat politica de detensionare față de blocul răsăritean inițiată de Willy Brandt, cunoscută îndeobște sub numele de Ostpolitik. Pe această linie a continuat plățile către România în Acțiunea Recuperarea, care viza cumpărarea de persoane aparținând minorității germane din România.

### Relațiile intergermane
URSS a fost intransigentă mai ales față de ideea extinderii relațiilor externe ale RFG. În RDG s-a încercat pe parcursul anilor 1970 o revenire la politica promovată anterior de Walter Ulbricht. Se urmărea eliminarea oricăror referiri la națiunea germană întreagă. În 1974 constituția RDG e modificată pentru a elimina termeni precum „Germania unită”, întreagă. Imnul se cânta fără versuri, se dorea clădirea unei identități socialiste est-germane.
Pentru a impulsiona relațiile bilaterale s-a încearcat menținerea firului relațiilor economice. Relațiile economice au devenit elementul de stabilitate a relației „germano-germane” (între RFG și RDG). În 1974 H.D. Genscher a preluat postul de ministru de externe și s-a ocupat îndeaproape de aceste relații economice. Schmidt a continuat relațiile economice cu RDG-ul chiar și după ce URSS a invadat Afghanistanul, de asemenea atunci când NATO a adoptat dual track decision. Însă și pentru RDG era dificil să mențină și promoveze relațiile cu RFG, căci spre sfârșitul anilor 1970 presiunea URSS asupra liderilor est-germani a devinit apăsătoare. Constrângerile s-au întețit mai ales după incidentele din Polonia, când politica est-germană s-a radicalizat. RDG a luat inițiativa transformării în ambasade a reprezentanțelor celor două Germanii (adâncind astfel diferențele), a mărit taxa de tranzit și a încercat acreditarea unei cetățenii est-germane.
Între 11-13 decembrie 1981 a avut loc în RDG, la Werbellinsee, prima întâlnire la nivel înalt germano-germană (intergermană) între cei doi șefi de guvern. Deși se dorea o întâlnire istorică, ea s-a dovedit a fi una mai mult formală din cauza constrângerilor Uniunii Sovietice și a tensiunilor politice din Polonia (unde se introdusese legea marțială). Acestea au marcat negativ întâlnirea. În cele din urmă economicul a ajuns să fie singura cale concretă de comunicare.
Calculul vest-german de a transforma, prin apropiere, guvernul comunist, s-a dovedit un eșec. Conceptul nu a avut capacitatea de a orienta RDG spre democrație. Cu toate că această politică a permis RDG să obțină o serie de concesii din partea RFG, Germania de Est nu a devenit mai reconciliantă.

### Dimensiunea securității
Pe parcursul anilor ’70, strategia de securitate a Vestului era sprijinită pe 3 piloni:
1. arme convențiale (rază de acțiune < 150 km)
2. arme euro-strategice (150-5000 km)
3. arme intercontinentale (peste 5000 km)

În anii '70 se poartă discuții în jurul pilonilor 1 și 3. Punctul 1 – la Viena, un tratat MBFR (în anii ’90 se încheie) și punctul 3 – SALT I în 1972 și SALT II în 1979.
URSS ia inițiativa de înlocuire SS4 și SS5 din Europa cu arme mai precise, cu încărcătură nucleară mai puternică – SS20. Și nici nu încalcă vreun tratat sau alte negocieri. Față de situația creată, Occidentul pare în inferioritate. De ce? SUA începuse să retragă rachete cu rază medie din Europa, iar URSS le sporea. În aceste condiții Germania era cea mai afectată de aceste schimbări => solicită SUA garanții de securitate. Președintele Carter nu a găsit decât de a da asigurări verbale de ajutor în caz de atac și că rachetelor SS20 se putea răspunde cu armele deja existente și mai promit că vor lua în considerare folosirea armelor cu neutroni pentru apărare în caz de atac. 
În 1979 președintele republican Carter a fost constrâns să-și reconsidere politica pentru Europa, asigurările verbale nefiind de ajunse. Tot acum au loc întâlnirile din Guadalupa, unde participă SUA, Schmidt, președintele francez și premierul UK. Decizii:
- să se amplaseze rachete de rază medie pe teritoriul german, însă Schmidt obține acordul de a instala și în alte state europene. Conștienți de opoziția ce avea să vină, cei 4 au luat în considerare și demararea în paralel a unor discuții cu Moscova cu privire la retragerea rachetelor SS20. 
În final, se ajunge la un compromis, și anume strategia dublei decizii:
- discuții diplomatice cu Moscova => în caz de eșec =>
- aducerea și amplasarea rachetelor

Pentru a deveni o strategie, această decizie trebuia aprobată de liderii NATO => summitul NATO la 12 decembrie 1979 unde se decide amplasarea a 108 rachete Pershing II și 464 de rachete de croazieră + să se avanseze în numele NATO către URSS propunerea de retragere a rachetelor sovietice cu rază medie de acțiune. Reacția URSS: invadează Afghanistanul. 
În aceste condiții, Germania se aliniază la politica Occidentală; decide să boicoteze Jocurile Olimpice de la Moscova și va trece la o creștere reală a cheltuielilor sale de apărare. Această politică va genera opoziție puternică pe plan intern (chiar manifestații de protest). În ciuda acestora, Schmidt va rămâne ferm pe poziții și va promova o fermă politică de înarmare.
Pe acest fundal apare o ruptură internă în SPD care va contribui și ea la căderea guvernului din 1982. SPD se îndepărtează de politica lui Schmidt și va rezulta o politică nerealistă care îi va împiedica să mai câștige multă vreme alegerile. Locul lui Schmidt e luat de Oskar Lafontaine, care visa printre altele retragerea Germaniei din NATO și care s-a opus în 1989 unificării germane.